# Serra (Espírito Santo)
Serra is een gemeente in de Braziliaanse deelstaat Espírito Santo. De gemeente telt 502.618 inwoners in 2017, wat ongeveer 100.000 meer is als in 2009.

## Aangrenzende gemeenten
De gemeente grenst aan Cariacica, Fundão, Santa Leopoldina en Vitória.

## Verkeer en vervoer
De plaats ligt aan de noord-zuidlopende weg BR-101 tussen Touros en São José do Norte.